# ديك لين (لاعب كرة قدم أمريكية)
ديك لين (بالإنجليزية: Night Train Lane) (و. 1927 – 2002 م) هو لاعب كرة قدم أمريكية أمريكي، ولد في أوستن، تكساس، مركز لعبه هو ظهير خلفي ‏، توفي في أوستن، تكساس، عن عمر يناهز 75 عاماً.

## التعليم
تعلم في Anderson High School (Texas) ‏
.

## الخدمة العسكرية
خدم في القوات البرية للولايات المتحدة.

## جوائز
حصل على جوائز منها:

قاعة مشاهير محترفي كرة القدم

## وصلات خارجية
- ديك لين على موقع IMDb (الإنجليزية)
- ديك لين على موقع الموسوعة البريطانية (الإنجليزية)
- ديك لين على موقع إن إن دي بي (الإنجليزية)
- ديك لين على موقع مرجع كرة القدم المحترفة.كوم (الإنجليزية)

- ديك لين في قاعدة بيانات الأفلام على الإنترنت